# エリエールフーズ
エリエールフーズ株式会社（Elleair-Foods Corporation.）は、日本で飲食店などを経営している企業である。愛媛県四国中央市に本社を置き、大王製紙のグループ会社であるダイオーエンジニアリングのレストラン・給食事業が分離独立して設立されたが、2011年の大王製紙の不祥事を契機とした関連会社の整理で、大王製紙の連結対象から外れた。

## 沿革
- 1993年8月 - ダイオーエンジニアリングのレストラン･給食･保険代理店事業を分離して「エリエールフーズ株式会社」を設立。
- 1995年8月 - 和風彩館 季の屋 高松東バイパス店（香川県高松市）オープン。
- 1998年
  - 3月 - 高知自動車道南国サービスエリア上り線オープン（営業受託）。
  - - 洋風レストラン エリエール 西条店（愛媛県西条市）閉店。
  - 8月 - 和風彩館 季の屋 西条店（愛媛県西条市）リニューアルオープン。
- 2000年12月 - とんかつ専門店　かつ処 季の屋 イオンモール高知店（高知県高知市）オープン。
- 2002年3月 - とんかつ専門店　かつ処 季の屋 イオンモール姫路リバーシティ店（兵庫県姫路市）オープン。
- 2006年
  - 3月 - 和風彩館 季の屋 四国中央店（愛媛県四国中央市） オープン。同店内併設店として、ステーキハウス鉄板厨房ブライトン（愛媛県四国中央市） 同時オープン。
  - 7月 - とんかつ専門店　かつ処 季の屋 シネマタウン岡南店（岡山県岡山市）オープン。
- 2007年 - 大王商工に保険代理店事業を譲渡。
  - 10月 - とんかつ専門店　かつ処 季の屋 イオンモール鳥取北店（鳥取県鳥取市）オープン。
- 2008年2月22日 - 媛かつ ゆめタウン広島店（広島県広島市）オープン。
- 2016年4月 - 高知自動車道南国サービスエリア下り線オープン（営業受託）。
- 2017年
  - 1月25日 - とんかつ専門店 かつ処 季の屋 イオンモール新居浜店（愛媛県新居浜市）閉店。
  - 3月 - 高松自動車道 豊浜サービスエリア下り線リニューアルオープン（営業受託）。
- 2019年
  - 1月14日 - とんかつ専門店 かつ処 季の屋 イオンモール猪名川店（兵庫県川辺郡猪名川町）閉店。
  - 1月31日 - 洋風レストラン エリエール 徳島クレメントプラザ店（徳島県徳島市）閉店。
  - 3月1日 -  とんかつ専門店　かつ処 季の屋 徳島クレメントプラザ店（徳島県徳島市）オープン。
  - 3月29日 - 和風彩館 季の屋 高松東バイパス店（香川県高松市）リニューアルオープン。
  - 7月11日 - とんかつ専門店 かつ処 季の屋 シネマタウン岡南店（岡山県岡山市）リニューアルオープン。
- 2020年
  - 1月5日 - とんかつ専門店　かつ処 季の屋 イオンモール高知店（高知県高知市）閉店。
  - 1月29日 - とんかつ専門店　かつ処 季の屋 マルナカ高知インター店（高知県高知市）オープン。
  - 11月20日 - とんかつ専門店　かつ処 季の屋 ゆめタウン丸亀店（香川県丸亀市）オープン。
- 2021年3月27日 - とんかつ専門店　かつ処 季の屋 イオンタウン茨木太田店（大阪府茨木市）オープン。
- 2022年4月1日 - 和風彩館 季の屋 高松東バイパス店（香川県高松市）リニューアルオープン。
- 2024年
- 4月30日 - とんかつ専門店　かつ処 季の屋 イオンモール鳥取北店（鳥取県鳥取市）閉店。

## 主要事業

### レストラン事業
愛媛県・香川県・高知県・大阪府・岡山県・兵庫県に洋風･和風など様々な形態の飲食店を展開している。
- 和風彩館 季の屋（3店舗）高松東バイパス店、西条店、四国中央店
- かつ処 季の屋（4店舗） マルナカ高知インター店、イオンモール姫路リバーシティ店、シネマタウン岡南店、イオンタウン茨木太田店
- ステーキハウス鉄板厨房ブライトン（1店舗）
- 洋風レストラン エリエール（1店舗）高松空港店

### サービスエリア事業
四国内3箇所のサービスエリアを管理している。
- 高松自動車道 豊浜サービスエリア（下り線）
- 高知自動車道 南国サービスエリア（上り線）
- 高知自動車道 南国サービスエリア（下り線）